# Vrhovine (Vitez)
Pour les articles homonymes, voir Vrhovine.
Vrhovine (en cyrillique : Врховине) est un village de Bosnie-Herzégovine. Il est situé dans la municipalité de Vitez, dans le canton de Bosnie centrale et dans la fédération de Bosnie-et-Herzégovine. Selon les premiers résultats du recensement bosnien de 2013, il compte 499 habitants.

## Démographie

### Évolution historique de la population dans la localité
| 1948 | 1953 | 1961 | 1971 | 1981 | 1991 | 2013 |
| ---- | ---- | ---- | ---- | ---- | ---- | ---- |
| -    | -    | 249  | 331  | 375  | 444  | 499  |

|  |